# Eleições legislativas portuguesas de 1976 no distrito de Leiria
| Eleições legislativas portuguesas de 1976 Distritos: Aveiro \| Beja \| Braga \| Bragança \| Castelo Branco \| Coimbra \| Évora \| Faro \| Guarda \| Leiria \| Lisboa \| Portalegre \| Porto \| Santarém \| Setúbal \| Viana do Castelo \| Vila Real \| Viseu \| Açores \| Madeira \| Estrangeiro |

## Resultados por Concelho
Os resultados nos concelhos do Distrito de Leiria foram os seguintes:

### Alcobaça
| Partido                 | Partido                     | Votos  | %               |
| ----------------------- | --------------------------- | ------ | --------------- |
|                         | Partido Socialista          | 10 690 | 35,91 / 100,00  |
|                         | Partido Popular Democrático | 8 778  | 29,49 / 100,00  |
|                         | Centro Democrático e Social | 5 145  | 17,28 / 100,00  |
|                         | Partido Comunista Português | 1 923  | 6,46 / 100,00   |
|                         | Frente Socialista Popular   | 311    | 1,04 / 100,00   |
|                         | Outros                      | 1 121  | 3,75 / 100,00   |
| Votos Inválidos         | Votos Inválidos             | 1 801  | 6,05 / 100,00   |
| Total                   | Total                       | 29 769 | 100,00 / 100,00 |
| Eleitorado/Participação | Eleitorado/Participação     | 35 277 | 84,39 / 100,00  |

### Alvaiázere
| Partido                 | Partido                     | Votos | %               |
| ----------------------- | --------------------------- | ----- | --------------- |
|                         | Partido Popular Democrático | 3 048 | 48,61 / 100,00  |
|                         | Centro Democrático e Social | 1 595 | 25,44 / 100,00  |
|                         | Partido Socialista          | 837   | 13,35 / 100,00  |
|                         | Partido Popular Monárquico  | 86    | 1,37 / 100,00   |
|                         | Partido Comunista Português | 74    | 1,18 / 100,00   |
|                         | Outros                      | 221   | 3,51 / 100,00   |
| Votos Inválidos         | Votos Inválidos             | 409   | 6,52 / 100,00   |
| Total                   | Total                       | 6 270 | 100,00 / 100,00 |
| Eleitorado/Participação | Eleitorado/Participação     | 8 199 | 76,47 / 100,00  |

### Ansião
| Partido                 | Partido                     | Votos  | %               |
| ----------------------- | --------------------------- | ------ | --------------- |
|                         | Partido Popular Democrático | 5 014  | 56,01 / 100,00  |
|                         | Partido Socialista          | 1 628  | 18,19 / 100,00  |
|                         | Centro Democrático e Social | 1 513  | 16,90 / 100,00  |
|                         | Partido Comunista Português | 100    | 1,12 / 100,00   |
|                         | Partido Popular Monárquico  | 90     | 1,01 / 100,00   |
|                         | Outros                      | 226    | 2,52 / 100,00   |
| Votos Inválidos         | Votos Inválidos             | 381    | 4,26 / 100,00   |
| Total                   | Total                       | 8 952  | 100,00 / 100,00 |
| Eleitorado/Participação | Eleitorado/Participação     | 10 933 | 81,88 / 100,00  |

### Batalha
| Partido                 | Partido                     | Votos | %               |
| ----------------------- | --------------------------- | ----- | --------------- |
|                         | Partido Popular Democrático | 2 922 | 40,70 / 100,00  |
|                         | Centro Democrático e Social | 2 113 | 29,43 / 100,00  |
|                         | Partido Socialista          | 1 327 | 18,48 / 100,00  |
|                         | Partido Popular Monárquico  | 105   | 1,46 / 100,00   |
|                         | Partido Comunista Português | 102   | 1,42 / 100,00   |
|                         | Outros                      | 190   | 2,65 / 100,00   |
| Votos Inválidos         | Votos Inválidos             | 421   | 5,86 / 100,00   |
| Total                   | Total                       | 7 180 | 100,00 / 100,00 |
| Eleitorado/Participação | Eleitorado/Participação     | 8 325 | 86,25 / 100,00  |

### Bombarral
| Partido                 | Partido                     | Votos  | %               |
| ----------------------- | --------------------------- | ------ | --------------- |
|                         | Partido Socialista          | 2 506  | 31,79 / 100,00  |
|                         | Partido Popular Democrático | 1 984  | 25,17 / 100,00  |
|                         | Centro Democrático e Social | 1 701  | 21,58 / 100,00  |
|                         | Partido Comunista Português | 648    | 8,22 / 100,00   |
|                         | MRPP                        | 87     | 1,10 / 100,00   |
|                         | Outros                      | 333    | 4,23 / 100,00   |
| Votos Inválidos         | Votos Inválidos             | 623    | 7,90 / 100,00   |
| Total                   | Total                       | 7 882  | 100,00 / 100,00 |
| Eleitorado/Participação | Eleitorado/Participação     | 10 092 | 78,10 / 100,00  |

### Caldas da Rainha
| Partido                 | Partido                     | Votos  | %               |
| ----------------------- | --------------------------- | ------ | --------------- |
|                         | Partido Popular Democrático | 7 400  | 32,77 / 100,00  |
|                         | Partido Socialista          | 7 310  | 32,37 / 100,00  |
|                         | Centro Democrático e Social | 3 760  | 16,65 / 100,00  |
|                         | Partido Comunista Português | 1 570  | 6,95 / 100,00   |
|                         | União Democrática Popular   | 246    | 1,09 / 100,00   |
|                         | Outros                      | 933    | 4,07 / 100,00   |
| Votos Inválidos         | Votos Inválidos             | 1 365  | 6,05 / 100,00   |
| Total                   | Total                       | 22 584 | 100,00 / 100,00 |
| Eleitorado/Participação | Eleitorado/Participação     | 28 715 | 78,65 / 100,00  |

### Castanheira de Pera
| Partido                 | Partido                     | Votos | %               |
| ----------------------- | --------------------------- | ----- | --------------- |
|                         | Partido Socialista          | 1 648 | 53,89 / 100,00  |
|                         | Partido Popular Democrático | 939   | 30,71 / 100,00  |
|                         | Centro Democrático e Social | 117   | 3,83 / 100,00   |
|                         | Partido Comunista Português | 81    | 2,65 / 100,00   |
|                         | Outros                      | 118   | 3,86 / 100,00   |
| Votos Inválidos         | Votos Inválidos             | 155   | 5,07 / 100,00   |
| Total                   | Total                       | 3 058 | 100,00 / 100,00 |
| Eleitorado/Participação | Eleitorado/Participação     | 3 796 | 80,56 / 100,00  |

### Figueiró dos Vinhos
| Partido                 | Partido                     | Votos | %               |
| ----------------------- | --------------------------- | ----- | --------------- |
|                         | Partido Popular Democrático | 2 496 | 48,64 / 100,00  |
|                         | Partido Socialista          | 1 009 | 19,66 / 100,00  |
|                         | Centro Democrático e Social | 822   | 16,02 / 100,00  |
|                         | Partido Popular Monárquico  | 85    | 1,66 / 100,00   |
|                         | Partido Comunista Português | 69    | 1,34 / 100,00   |
|                         | Outros                      | 147   | 2,86 / 100,00   |
| Votos Inválidos         | Votos Inválidos             | 504   | 9,82 / 100,00   |
| Total                   | Total                       | 5 132 | 100,00 / 100,00 |
| Eleitorado/Participação | Eleitorado/Participação     | 6 797 | 75,50 / 100,00  |

### Leiria
| Partido                 | Partido                     | Votos  | %               |
| ----------------------- | --------------------------- | ------ | --------------- |
|                         | Centro Democrático e Social | 14 971 | 30,92 / 100,00  |
|                         | Partido Popular Democrático | 14 238 | 29,40 / 100,00  |
|                         | Partido Socialista          | 12 468 | 25,75 / 100,00  |
|                         | Partido Comunista Português | 1 939  | 4,00 / 100,00   |
|                         | Outros                      | 2 163  | 4,46 / 100,00   |
| Votos Inválidos         | Votos Inválidos             | 2 645  | 5,46 / 100,00   |
| Total                   | Total                       | 48 424 | 100,00 / 100,00 |
| Eleitorado/Participação | Eleitorado/Participação     | 58 336 | 83,01 / 100,00  |

### Marinha Grande
| Partido                 | Partido                     | Votos  | %               |
| ----------------------- | --------------------------- | ------ | --------------- |
|                         | Partido Socialista          | 6 619  | 40,08 / 100,00  |
|                         | Partido Comunista Português | 5 786  | 35,03 / 100,00  |
|                         | Partido Popular Democrático | 1 567  | 9,49 / 100,00   |
|                         | Centro Democrático e Social | 846    | 5,12 / 100,00   |
|                         | União Democrática Popular   | 224    | 1,36 / 100,00   |
|                         | MRPP                        | 207    | 1,25 / 100,00   |
|                         | Outros                      | 509    | 3,08 / 100,00   |
| Votos Inválidos         | Votos Inválidos             | 757    | 4,59 / 100,00   |
| Total                   | Total                       | 16 515 | 100,00 / 100,00 |
| Eleitorado/Participação | Eleitorado/Participação     | 19 401 | 85,12 / 100,00  |

### Nazaré
| Partido                 | Partido                     | Votos  | %               |
| ----------------------- | --------------------------- | ------ | --------------- |
|                         | Partido Socialista          | 4 378  | 51,01 / 100,00  |
|                         | Partido Popular Democrático | 1 289  | 15,02 / 100,00  |
|                         | Centro Democrático e Social | 1 092  | 12,72 / 100,00  |
|                         | Partido Comunista Português | 597    | 6,96 / 100,00   |
|                         | União Democrática Popular   | 336    | 3,92 / 100,00   |
|                         | Outros                      | 220    | 2,56 / 100,00   |
| Votos Inválidos         | Votos Inválidos             | 670    | 7,80 / 100,00   |
| Total                   | Total                       | 8 582  | 100,00 / 100,00 |
| Eleitorado/Participação | Eleitorado/Participação     | 10 283 | 83,46 / 100,00  |

### Óbidos
| Partido                 | Partido                     | Votos | %               |
| ----------------------- | --------------------------- | ----- | --------------- |
|                         | Partido Socialista          | 2 268 | 39,12 / 100,00  |
|                         | Partido Popular Democrático | 1 491 | 25,72 / 100,00  |
|                         | Centro Democrático e Social | 909   | 15,68 / 100,00  |
|                         | Partido Comunista Português | 449   | 7,75 / 100,00   |
|                         | Frente Socialista Popular   | 106   | 1,83 / 100,00   |
|                         | Outros                      | 270   | 4,65 / 100,00   |
| Votos Inválidos         | Votos Inválidos             | 304   | 5,25 / 100,00   |
| Total                   | Total                       | 5 797 | 100,00 / 100,00 |
| Eleitorado/Participação | Eleitorado/Participação     | 7 564 | 76,64 / 100,00  |

### Pedrógão Grande
| Partido                 | Partido                      | Votos | %               |
| ----------------------- | ---------------------------- | ----- | --------------- |
|                         | Partido Popular Democrático  | 1 569 | 48,23 / 100,00  |
|                         | Partido Socialista           | 737   | 22,66 / 100,00  |
|                         | Centro Democrático e Social  | 504   | 15,49 / 100,00  |
|                         | Partido Comunista Português  | 40    | 1,23 / 100,00   |
|                         | Partido Popular Monárquico   | 37    | 1,14 / 100,00   |
|                         | Partido da Democracia Cristã | 35    | 1,08 / 100,00   |
|                         | Outros                       | 69    | 2,12 / 100,00   |
| Votos Inválidos         | Votos Inválidos              | 262   | 8,05 / 100,00   |
| Total                   | Total                        | 3 253 | 100,00 / 100,00 |
| Eleitorado/Participação | Eleitorado/Participação      | 4 767 | 68,24 / 100,00  |

### Peniche
| Partido                 | Partido                          | Votos  | %               |
| ----------------------- | -------------------------------- | ------ | --------------- |
|                         | Partido Socialista               | 5 999  | 46,07 / 100,00  |
|                         | Partido Popular Democrático      | 2 103  | 16,15 / 100,00  |
|                         | Partido Comunista Português      | 1 876  | 14,41 / 100,00  |
|                         | Centro Democrático e Social      | 1 537  | 11,80 / 100,00  |
|                         | União Democrática Popular        | 215    | 1,65 / 100,00   |
|                         | Frente Socialista Popular        | 183    | 1,41 / 100,00   |
|                         | Movimento de Esquerda Socialista | 148    | 1,14 / 100,00   |
|                         | Outros                           | 347    | 2,65 / 100,00   |
| Votos Inválidos         | Votos Inválidos                  | 614    | 4,71 / 100,00   |
| Total                   | Total                            | 13 022 | 100,00 / 100,00 |
| Eleitorado/Participação | Eleitorado/Participação          | 15 785 | 82,50 / 100,00  |

### Pombal
| Partido                 | Partido                     | Votos  | %               |
| ----------------------- | --------------------------- | ------ | --------------- |
|                         | Partido Popular Democrático | 10 127 | 42,61 / 100,00  |
|                         | Partido Socialista          | 6 386  | 26,87 / 100,00  |
|                         | Centro Democrático e Social | 3 573  | 15,04 / 100,00  |
|                         | Partido Comunista Português | 463    | 1,95 / 100,00   |
|                         | Frente Socialista Popular   | 295    | 1,24 / 100,00   |
|                         | Partido Popular Monárquico  | 248    | 1,04 / 100,00   |
|                         | Outros                      | 801    | 3,37 / 100,00   |
| Votos Inválidos         | Votos Inválidos             | 1 871  | 7,88 / 100,00   |
| Total                   | Total                       | 23 764 | 100,00 / 100,00 |
| Eleitorado/Participação | Eleitorado/Participação     | 34 764 | 68,36 / 100,00  |

### Porto de Mós
| Partido                 | Partido                     | Votos  | %               |
| ----------------------- | --------------------------- | ------ | --------------- |
|                         | Partido Popular Democrático | 4 385  | 35,05 / 100,00  |
|                         | Partido Socialista          | 3 414  | 27,29 / 100,00  |
|                         | Centro Democrático e Social | 3 014  | 24,09 / 100,00  |
|                         | Partido Comunista Português | 510    | 4,08 / 100,00   |
|                         | Outros                      | 574    | 4,59 / 100,00   |
| Votos Inválidos         | Votos Inválidos             | 613    | 4,90 / 100,00   |
| Total                   | Total                       | 12 510 | 100,00 / 100,00 |
| Eleitorado/Participação | Eleitorado/Participação     | 14 656 | 85,36 / 100,00  |